# Mecynotarsus macularis
Mecynotarsus macularis là một loài bọ cánh cứng trong họ Anthicidae. Loài này được Baudi miêu tả khoa học năm 1877.